# Laserowa misja
Laserowa misja (ang. Laser Mission) – niemiecko-amerykański film akcji z 1989 roku w reżyserii BJ Davisa. Zdjęcia kręcono w Namibii i RPA.
Film doczekał się sequela pt. Laserowa misja 2 (1993).

## Opis fabuły
Podczas brawurowego napadu łupem grupy zuchwałych złodziei pada 526-karatowy brylant. W tym samym czasie do jednego z afrykańskich krajów pod nazwą Karengo (najprawdopodobniej Angoli) przybywa ze Stanów Zjednoczonych Michael Gold. Ma on za zadanie namówić do wyjazdu do Ameryki prof. Brauna – wybitnego specjalistę w dziedzinie broni laserowej. Podczas próby werbunku, zarówno Gold jak i Braun zostają schwytani przez agentów miejscowych służb specjalnych znajdujących się pod kontrolą radzieckich "doradców" z KGB. Zagrożony karą śmierci Gold otrzymuje propozycję współpracy. Jednak dzięki sprytowi i mistrzowskiej znajomości sztuk walki udaje mu się zbiec i dotrzeć do swoich mocodawców z CIA w stolicy kraju. Ci zlecają mu odnalezienie Brauna i wywiezienie do Stanów albo zabicie go, aby jego wiedza nie została wykorzystana przeciwko Ameryce. Michael ma odnaleźć Brauna przy pomocy Alissy, córki profesora, która jest miejscowym weterynarzem i jednocześnie agentem KGB. Alissa zgadza się skontaktować Golda z przyjacielem prof. Brauna – prof. Rice’em. Gdy obydwoje się u niego zjawiają, ten jest już konający, zamordowany przez nieznanych sprawców. Zagrożeni aresztowaniem Michael i Alissa uciekają ku granicy z Namibią. Po drodze muszą stawić czoła próbującym ich zatrzymać lokalnym agentom sił bezpieczeństwa pod wodzą radzieckiego płk. Kaliszniakowa i pustynnym bandytom. Alissa wykazuje się podczas tej ucieczki niebywałą zdolnością prowadzenia samochodów i umiejętnością posługiwania się bronią palną (nosi pistolet pod sukienką, w kaburze u nogi). Obydwoje szybko zakochują się w sobie. Gdy w końcu odnajdują prof. Brauna w silnie strzeżonej kryjówce KGB, są już w pełni oddanymi sobie ludźmi, nie zważającymi na wrogich sobie mocodawców. Oprócz Brauna, Michael odnajduje skradziony brylant – jest on, w połączeniu z wiedzą profesora o laserach, śmiercionośną bronią. Dzięki umiejętnościom walki wręcz Golda obydwaj mężczyźni ponownie uciekają z rąk funkcjonariuszy KGB i w poszukiwaniu Alissy docierają do położonej na pustyni kopalni diamentów. Tam, po krwawej rozprawie z płk. Kaliszniakowem i jego ludźmi, Michael Gold odzyskuje ukochaną Alissę i bezcenny brylant. Poznaje również prawdziwą córkę profesora Brauna, bowiem Alissa wcale nią nie była.

## Obsada aktorska
- Brandon Lee – Michael Gold
- Ernest Borgnine – prof. Braun
- Debi A. Monahan – Alissa
- Graham Clarke – płk. Kaliszniakow
- Werner Pochath – Eckhardt
- Pierre Knoessen – Manuel
- Maureen Lahoud – Roberta
- Joe Stewardson – prof. Rice

i inni.